# Alsószuha
Alsószuha är en ort i Ungern.   Den ligger i provinsen Borsod-Abaúj-Zemplén, i den norra delen av landet, 150 km nordost om huvudstaden Budapest. Alsószuha ligger 207 meter över havet och antalet invånare är 475.
Terrängen runt Alsószuha är platt åt nordost, men åt sydväst är den kuperad. Alsószuha ligger nere i en dal. Runt Alsószuha är det ganska glesbefolkat, med 42 invånare per kvadratkilometer. Närmaste större samhälle är Kazincbarcika, 16,5 km sydost om Alsószuha. I omgivningarna runt Alsószuha växer i huvudsak lövfällande lövskog.